# الکسیوکا، قوبا
الکسیوکا (به لاتین: Alekseyevka) یک منطقهٔ مسکونی در جمهوری آذربایجان است که در شهرستان قوبا واقع شده‌است.

## نگارخانه

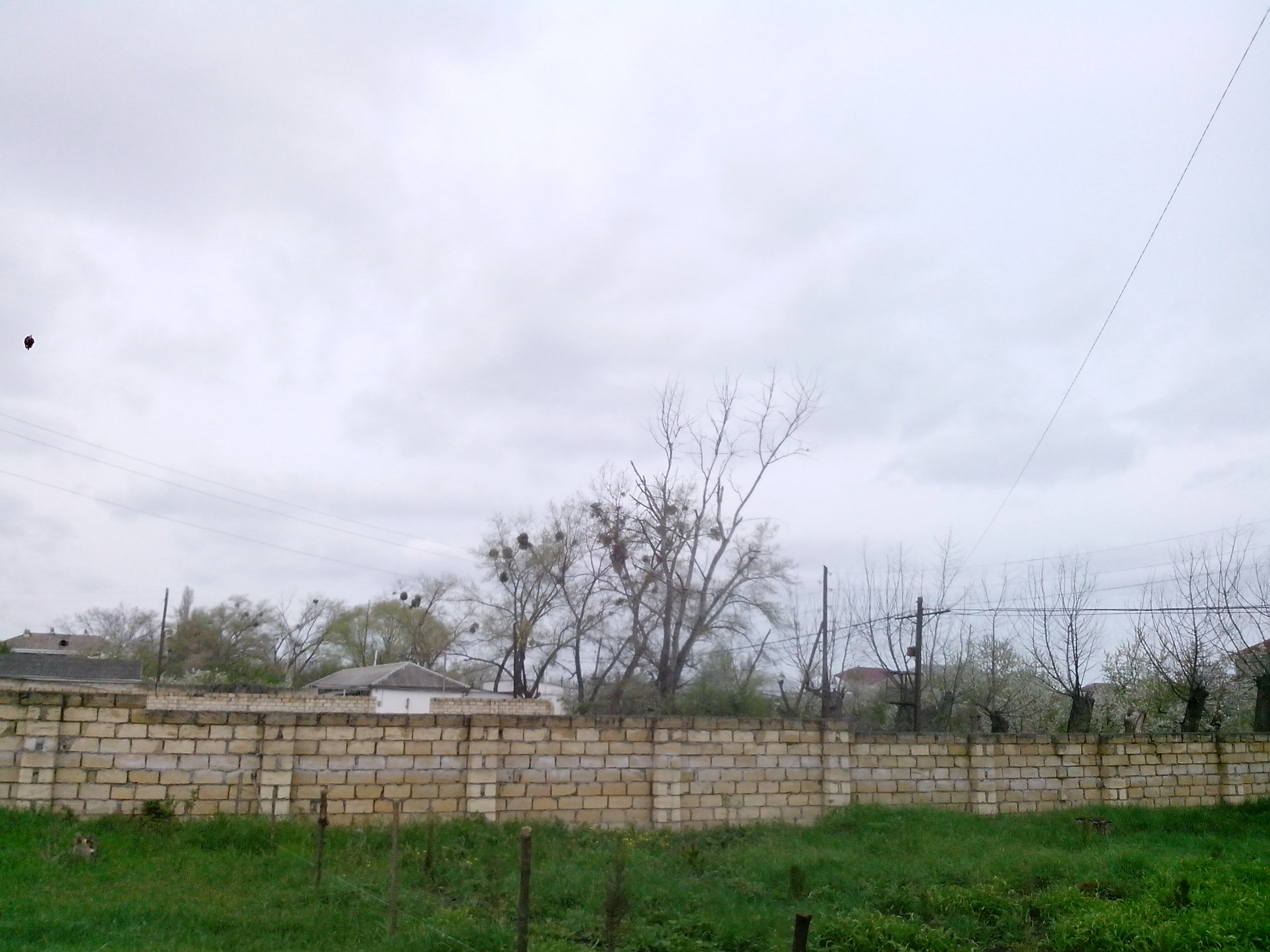

## خصوصیات
الکسیوکا ۵۰۰۰ نفر جمعیت دارد.